# Chonecambala crassicauda
Chonecambala crassicauda är en mångfotingart som beskrevs av Jean-Paul Mauriès och Henrik Enghoff 1990. Chonecambala crassicauda ingår i släktet Chonecambala och familjen Pericambalidae. Inga underarter finns listade i Catalogue of Life.